# Ribeiro Leandro
O ribeiro Leandro é um ribeiro de Portugal, pertencente à bacia hidrográfica do rio Leça.
Pertence à região hidrográfica do Cávado, Ave e Leça.
Tem um comprimento aproximado de 7,7 km e uma área de bacia de aproximadamente 19,7 km².